# Cratere Hodgkins
Hodgkins è un cratere sulla superficie di Mercurio. Deve il suo nome a Frances Hodgkins, pittrice neozelandese del XX secolo.